# Peremoha Dnipro
Peremoha Dnipro (ukr. Футбольний клуб «Перемога» (Дніпро), Futbolnyj Kłub "Peremoha" (Dnipro)) – ukraiński klub piłkarski, mający siedzibę w mieście Dniepr, w południowo-wschodniej części kraju, grający od sezonu 2020/21 w Druhiej-lidze.

## Historia
Chronologia nazw:
- 15.11.2017: Don Gyros Dnipro (ukr. «Дон Гірос» (Дніпро))
- 04.2018: Peremoha Dnipro (ukr. «Перемога» (Дніпро))

Klub piłkarski Don Gyros został założony w miejscowości Dniepr 15 listopada 2017 roku. Klub został nazwany na cześć baru, którego właścicielem była prezes klubu Femis Sahirow. Drużyna zajęła trzecią lokatę w turnieju poświęconym pamięci Romana Sznejdermana i dotarła do ćwierćfinału Pucharu pamięci Maksyma Biłego. W kwietniu 2018 klub zmienił nazwę na Peremoha Dnipro na cześć osiedla o tej samej nazwie w Dnieprze. W 2018 roku zespół startował w Superlidze mistrzostw obwodu dniepropietrowskiego (ostatnie 6.miejsce), a także uczestniczył w rozgrywkach mistrzostw i Pucharu Dniepru, w których zdobył „złoty dublet”. W sezonie 2018/19 zespół debiutował w amatorskich mistrzostwach Ukrainy oraz amatorskim pucharze Ukrainy. Przed rozpoczęciem sezonu 2019/20 kierownictwo klubu złożyło dokumenty o dopuszczenie do rozgrywek w Druhiej Lidze, ale podanie klubu zostało odrzucone. Następnie zarząd klubu podał, że decyzja ta była podyktowana korupcją w ukraińskiej piłce nożnej, w związku z czym zamierza wystąpić z powództwem do ukraińskich sądów i Sportowego Sądu Arbitrażowego. W końcu Peremoha wycofała roszczenia przeciwko Profesjonalnej Lidze Piłkarskiej Ukrainy i Ukraińskiemu Związkowi Piłki Nożnej, a UAF ukarał klub dziewięcioma punktami w amatorskich mistrzostwach Ukrainy za odwołania się do sądów powszechnych. W następnym sezonie 2019/20 ponownie startował w amatorskich mistrzostwach.
Latem 2020 roku klub zgłosił się do rozgrywek Druhiej Lihi i otrzymał status profesjonalny.

## Barwy klubowe, strój
|  |  |

Klub ma barwy niebiesko-białe. Zawodnicy domowe spotkania zazwyczaj grają w niebieskich koszulkach, niebieskich spodenkach oraz niebieskich getrach.

## Sukcesy

### Trofea międzynarodowe
Nie uczestniczył w rozgrywkach europejskich (stan na 31-05-2020).

### Trofea krajowe
| \| \| Zdobyte trofea w rozgrywkach Ukrainy (stan na: 17-09-2020) \| |                                                            |      |          |
| Rozgrywki                                                           | Osiągnięcie                                                | Razy | Sezon(y) |
| · Mistrzostwo                                                       | I miejsce                                                  | 0    |          |
| · Mistrzostwo                                                       | II miejsce                                                 | 0    |          |
| · Mistrzostwo                                                       | III miejsce                                                | 0    |          |
| Puchar                                                              | zdobywca                                                   | 0    |          |
| Puchar                                                              | finalista                                                  | 0    |          |
| Puchar                                                              | 1/64 finału                                                | 1    | 2020/21  |
| II liga                                                             | I miejsce                                                  | 0    |          |
| II liga                                                             | II miejsce                                                 | 0    |          |
| II liga                                                             | III miejsce                                                | 0    |          |
| Ukraina                                                             | Zdobyte trofea w rozgrywkach Ukrainy (stan na: 17-09-2020) |      |          |

- Druha liha (D3):
  - ?.miejsce (1x): 2020/21

## Poszczególne sezony

### Rozgrywki międzynarodowe

#### Europejskie puchary
Nie uczestniczył w rozgrywkach europejskich.

### Rozgrywki krajowe
| \| Ukraina \| Bilans występów klubu w rozgrywkach piłkarskich Ukrainy (Stan na 17 września 2020 r.) \| \| |                                                                                       |        |       |   |   |   |    |    |     |           |        |        |      |
| Poziom | Rozgrywki                                                                             | Sezony | Mecze | Z | R | P | B+ | B– | Pkt | Lata      | Awanse | Spadki | Naj. |
| I | Wyszcza liha/Premier-liha                                                             | 0      |       |   |   |   |    |    |     |           | 0      | 0      |      |
| II | Persza liha                                                                           | 0      |       |   |   |   |    |    |     |           | 0      | 0      |      |
| III | Druha liha                                                                            | 1      |       |   |   |   |    |    |     | 2020–     | 0      | 0      | ?    |
| IV | Amatorska liha                                                                        | 2      |       |   |   |   |    |    |     | 2018–2020 | 1      | 0      | 6    |
| | Puchar Ukrainy                                                                        | 1      |       |   |   |   |    |    |     | 2020–     | 0      | 0      | 1/64 |
| Ukraina                                                                                                   | Bilans występów klubu w rozgrywkach piłkarskich Ukrainy (Stan na 17 września 2020 r.) |        |       |   |   |   |    |    |     |           |        |        |      |

## Struktura klubu

### Stadion
Klub piłkarski rozgrywa swoje mecze domowe na stadionie Olimpijskie Rezerwy w Dnieprze o pojemności 700 widzów.

## Kibice i rywalizacja z innymi klubami

### Derby
- SK Dnipro-1
- FK Dnipro